# Enghuizen (Hummelo)

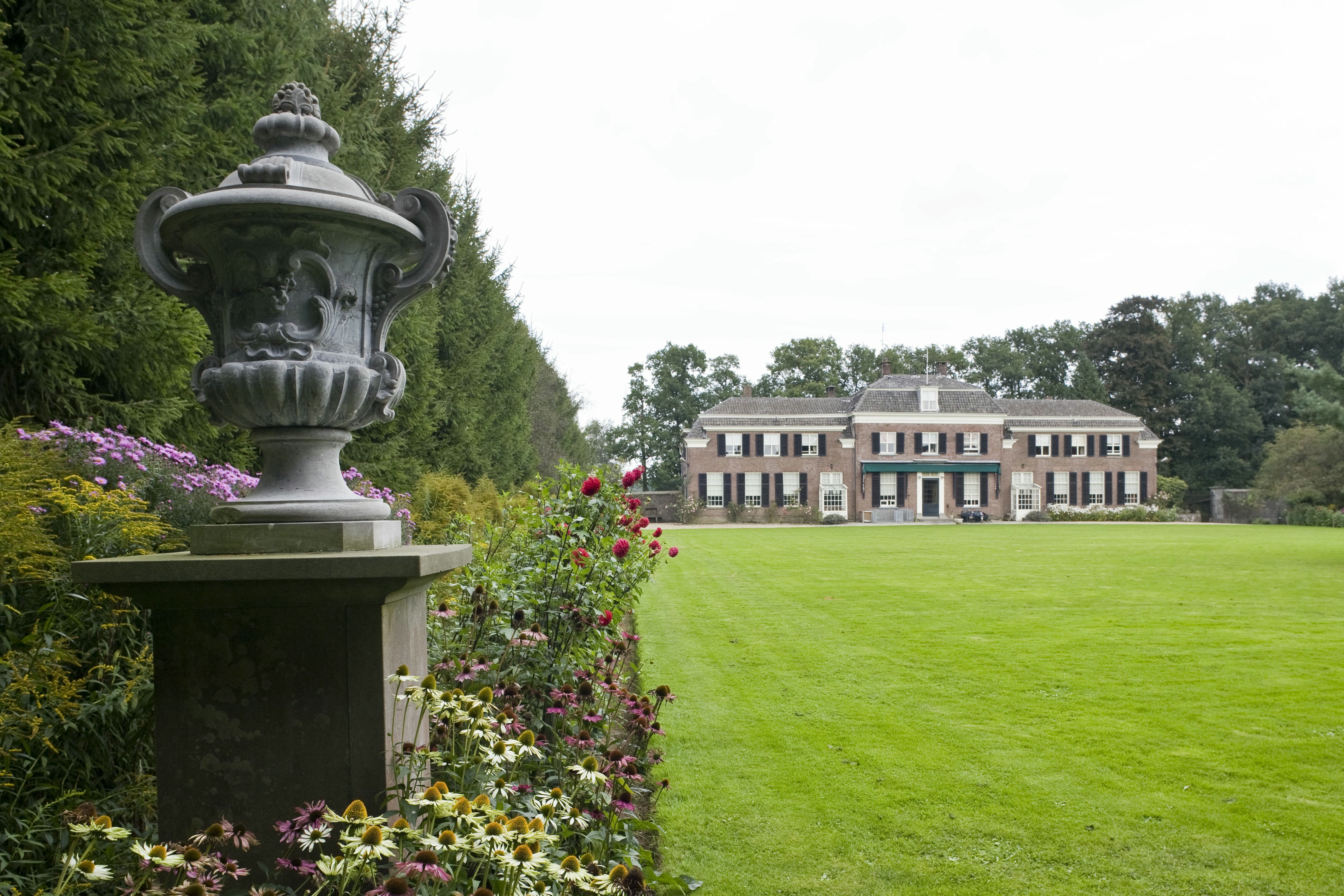
Tot landhuis verbouwde voormalige oranjerie van Enghuizen

Enghuizen is een landgoed gelegen bij het dorp Hummelo in de gemeente Bronckhorst in de Nederlandse provincie Gelderland.

## Geschiedenis

### Oude kasteel
De oudste vermelding dateert van het begin van de 14e eeuw. Enghuizen is dan een zadelleen van Zutphen, wat inhield dat de heer van Enghuizen elk jaar een gezadeld paard moest leveren aan zijn leenheer.
De oudste vermelding stamt uit 1326, als ene Evert van Enghusen bezitter is van het "'t Goet te groten Engehusen", en zijn nageslacht zal nog anderhalve eeuw eigenaar blijven. In 1404 gaat Enghuizen over op de zoon van Evert, eveneens Evert van Enghusen genaamd. Deze Evert laat Enghuizen in 1425 na aan zijn broer Gerrit Palick van Enghusen. In 1473 ontvangt de zoon van Gerrit Palick, Jacob, 'Enghusen met synen tobehoren'. Jacob was gehuwd met Johanna van Hackfort. Dit huwelijk zal kinderloos gebleven zijn want in 1483 draagt Jacob Enghuizen over aan zijn kloostertante Margriet: 'Professide suster van Merriengrave binnen Doesburch, erve hares vaders'.
Margriet en haar klooster dragen in 1488 Enghuizen over aan Seger van Voorst, voluit Seger van Heeckeren genaamd Rechteren, geheten van Voorst. Seger was de jongste zoon van Frederik van Heeckeren genaamd Rechteren en Cunigonda van Polanen. Zijn ouders waren eigenaar van Kasteel Keppel. Het geslacht Polanen komt van Holland.
Seger huwde met Anna van Bevervoorde. Hij werd de stamvader van het geslacht Van Voorst tot Voorst. Seger had zes kinderen. Zijn oudste zoon Berent erfde in 1501 Enghuizen. Berent sterft voor 1518 kinderloos waardoor Enghuizen naar zijn broer Sweder vererft. Sweder trouwt in 1538 Elisabeth van Doorninck, de weduwe van Gerard van Arnhem. Ook dit huwelijk blijft kinderloos waardoor Enghuizen naar de derde broer gaat: Otto van Voorst.
Uit het huwelijk van Otto met Bertha Gelmers werd als oudste zoon Seyger geboren die in 1552 Enghuizen van zijn vader erft. Seyger bleef katholiek en toen Zutphen overging naar de Staatse zijde moest Seyger uitwijken naar Emmerik waar hij tot kort voor zijn dood blijft. Bij zijn terugkomst op Enghuizen waren al zijn bezittingen verwoest. Hij overlijdt in 1598 en laat het landgoed na aan zijn zoon Sweder.
Sweder kiest in 1600 de zijde van de Spaanse koning en vertrekt uit het vijandelijke gebied. Hij beleent zijn zusters Wendela en Anna met Enghuizen. In 1619 verkoopt Sweder het landgoed aan zijn zwager Franco van Swieten, de echtgenoot van Wendela.
Het middeleeuwse kasteel staat op een kaart uit 1652 van Nicolaes van Geelkercken, ingetekend op een eiland in een vijver. Hij maakt de aantekening dat de kaart een kopie is van Jan van Lint, die de kaart deels door gissingen heeft gemaakt. Het kasteel wordt afgebeeld als een bescheiden huis met trapgevels. Dat zou overeen kunnen komen met de tekening van het middeleeuwse kasteel die toegeschreven wordt aan Abraham Rademaker, van wie bekend is dat hij oude tekeningen en prenten kopieerde.

### Landhuis Enghuizen
Begin 18e eeuw wordt het middeleeuwse kasteel vervangen door een paleisachtig huis met kwartcirkelvormige vleugels. In 1743 maakte Jan de Beijer een pentekening. In 1792 was Evert Frederik van Heeckeren na de dood van zijn vader eigenaar van Enghuizen geworden. Hij huwde in 1782 met Henriette Jeanne Suzanna Marie van Nassau-LaLecq. Begin negentiende eeuw wordt dit complex afgebroken en vervangen door een nieuw landhuis.

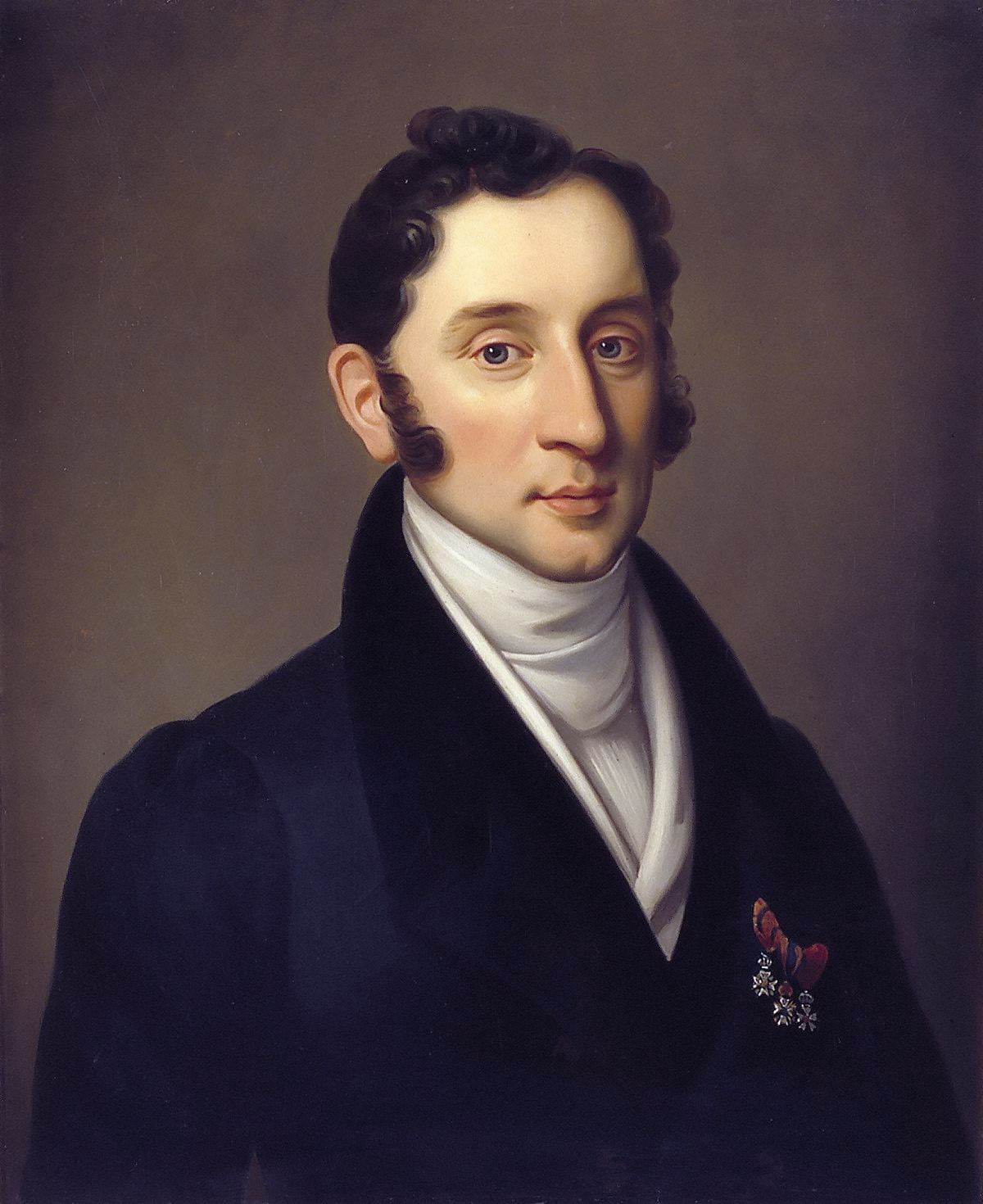
Hendrik Jacob Carel Johan (1785-1862), baron van Heeckeren

### Nieuw landhuis Enghuizen
Het verwoeste kasteel heeft waarschijnlijk op het eilandje in de vijver gestaan, op de plek waar tegenwoordig de in 1868 tot "Jagershuis" verbouwde voormalige duiventil staat.

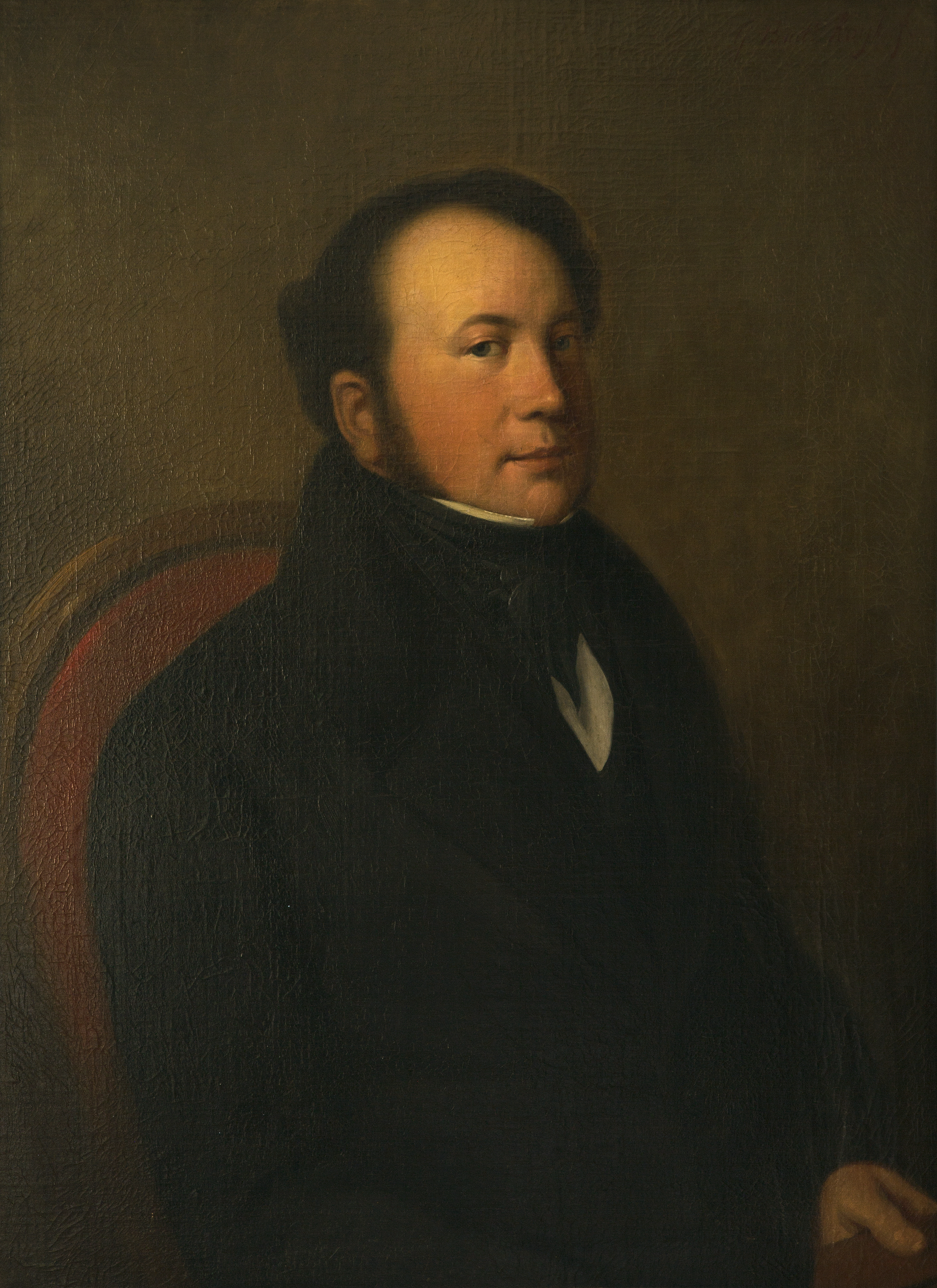
Jacob Coers, portret door Gijsbert Buitendijk Kuyk

Vanaf 1835 werd op het landgoed een nieuw "kasteel" gebouwd, een in de Italiaanse palazzostijl opgetrokken paleis met veel beeldhouwwerk. De bouw duurde 7 jaar. Tijdens de feestelijke opening bleek dat baron van Heeckeren van Enghuizen bij de opbouw en verfraaiing van het slot niet had bezuinigd op de kosten. Het landhuis dat in 1842 gereed was werd gebouwd onder begeleiding van de Arnhemse timmerman-architect Jacob Coers, de schoonvader van de Groningse architect Jan Maris.
Op 25 maart 1945 werd het kasteel getroffen door een geallieerd bombardement. Dankzij de zware muren was er voornamelijk glas- en houtschade. Na de bevrijding ontstond er brand door onvoorzichtigheid van de in het kasteel gelegerde Canadese troepen. Omdat restauratie te kostbaar werd bevonden, werd besloten het kasteel af te breken.
Bewaard gebleven zijn de oranjerie, het koetshuis, het jachthuis (voormalige duiventil), enkele muurresten en kelders overwoekerd door de natuur. De oranjerie wordt bewoond door de eigenaar, het jachthuis door de boswachter en het koetshuis Enghuizen wordt verhuurd. Het landgoed is vrij toegankelijk behalve de directe omgeving van de ruïne en de particuliere bewoning.
Tijdens de volksfeesten in Hummelo wordt hier het defilé afgenomen. Voor de Tweede Wereldoorlog vond dit plaats bij het landhuis, sindsdien bij de oranjerie. Sinds 2000 wordt er jaarlijks tussen Pasen en Pinksteren een kunstwandelroute op het landgoed Enghuizen uitgezet.

## Bezitters van het landgoed Enghuizen
1326 - 1404: Evert van Enghusen
- 1404 - 1425: Evert van Enghusen
- 1425 - 1473: Gerrit Palick van Enghusen
  - 1473 - 1488: Jacob van Enghusen, kinderloos huwelijk met Johanna van Hackfort
- 1483 - 1488: Margriet van Enghusen, kloosterzuster van St. Mariëngrave in Doesburg

1488 - 1501: Seger van Voorst, voluit: Seger van Heeckeren genaamd van Rechteren, geheten van Voorst, afkomstig van Keppel
- 1501 - ca. 1518: Berent van Voorst (1501-ca.1518), sterft kinderloos
- ca. 1518 - ?: Sweder van Voorst, kinderloos huwelijk met Elisabeth van Doorninck
- ? - 1552 Otto van Voorst, gehuwd met Bertha Gelmers
  - 1552 - 1598: Seyger van Voorst
    - 1598 - 1619: Sweder van Voorst, vanaf 1600 beleend aan zijn zusters Wendela en Anna

1619 - 1627: Franco van Swieten. gehuwd met Wendela van Voorst
- 1627 - 1636: Seger van Sweeten

1636 - 1667: Everhart van Heeckeren (1613-1680) zoon van de landdrost Walraven van Heeckeren van Nettelhorst (1570-1645) en Walburg van Lynden. Walraven kocht in 1636 Enghuizen van de minderjarige Johan Otto van Sweeten
- 1667 - 1668: Lubbert Frederik van Heeckeren (1645-1668), overlijdt ongehuwd

1668 - 1680: Enghuizen opnieuw opgedragen aan vader Everhart (1613-1680)
- 1682 - 1699 Robert van Heeckeren (1650-1699), huwt in 1687 met de rijke Anna Wilhelmina Caecilla van Keppel

## Afbeeldingen

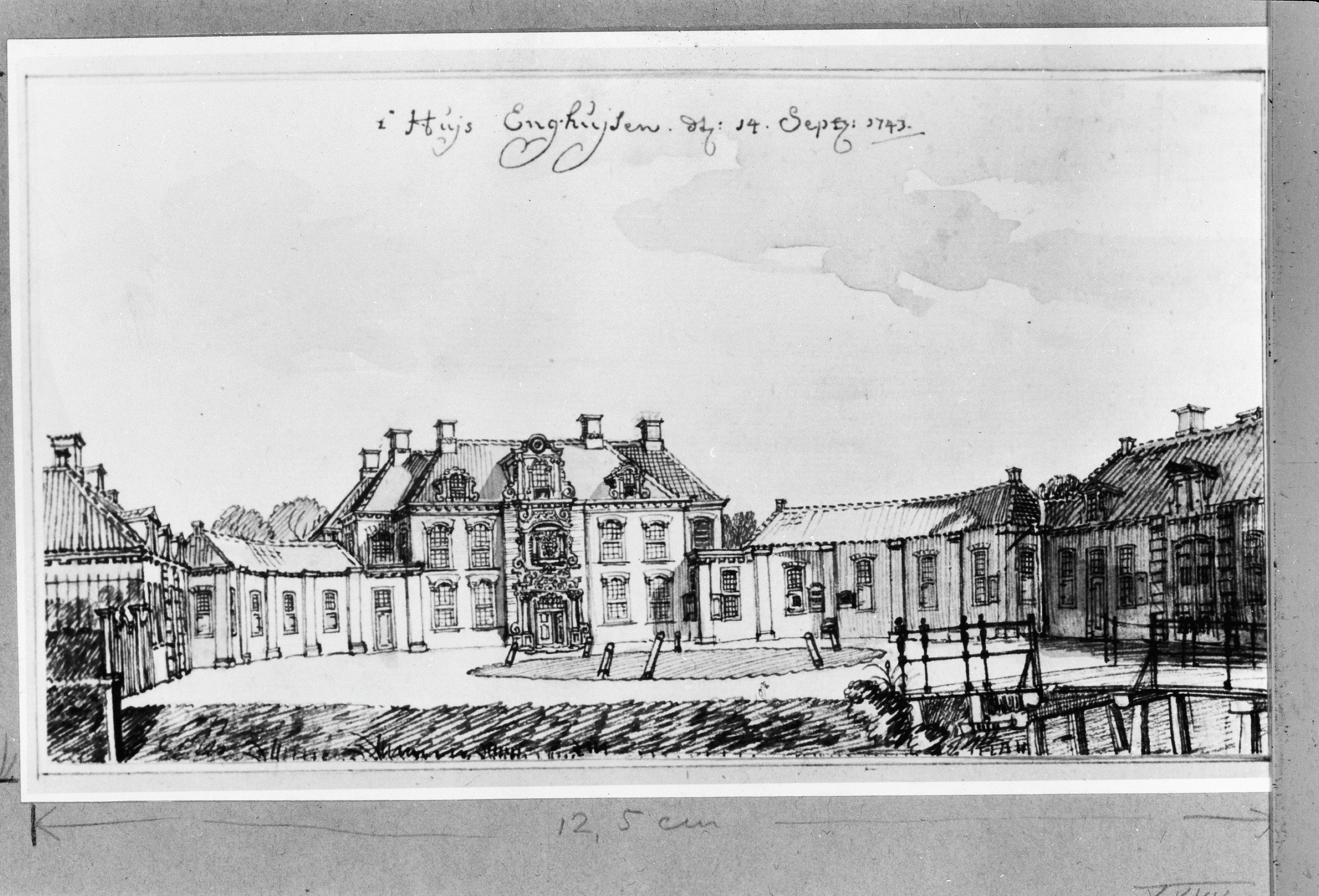
Enghuizen in 1743 door Jan de Beijer
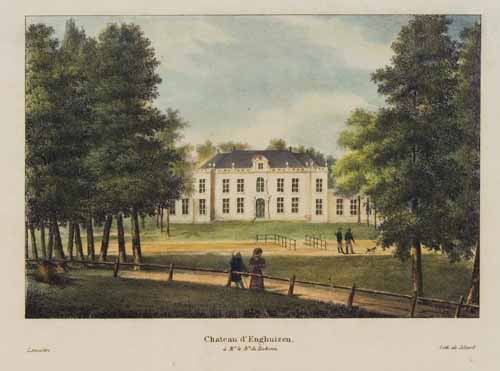
Het 18e-eeuwse Enghuizen kort voor de afbraak en de bouw van het nieuwe huis, 1827-1829 door Lemaître.
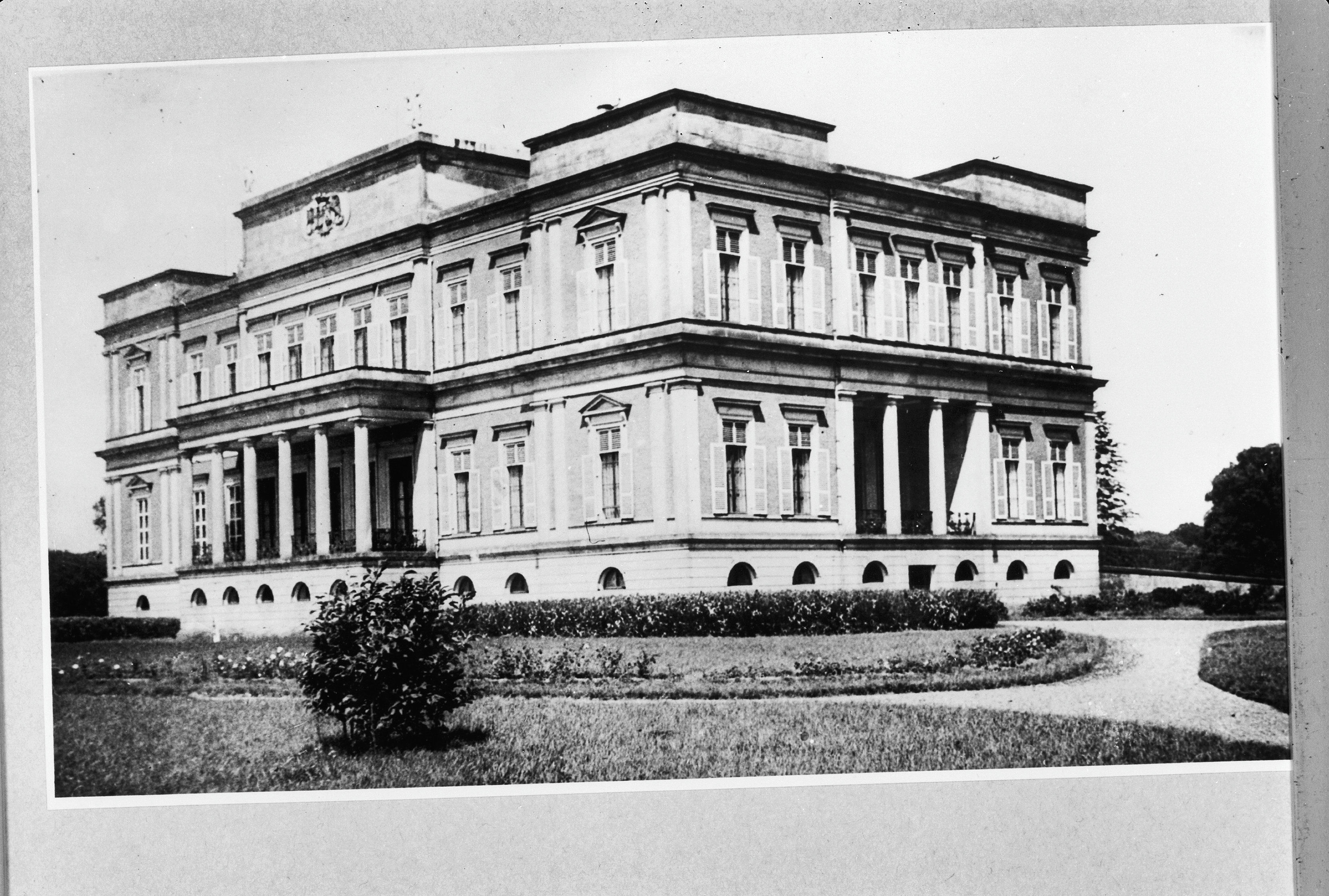
Voormalig kasteel Enghuizen
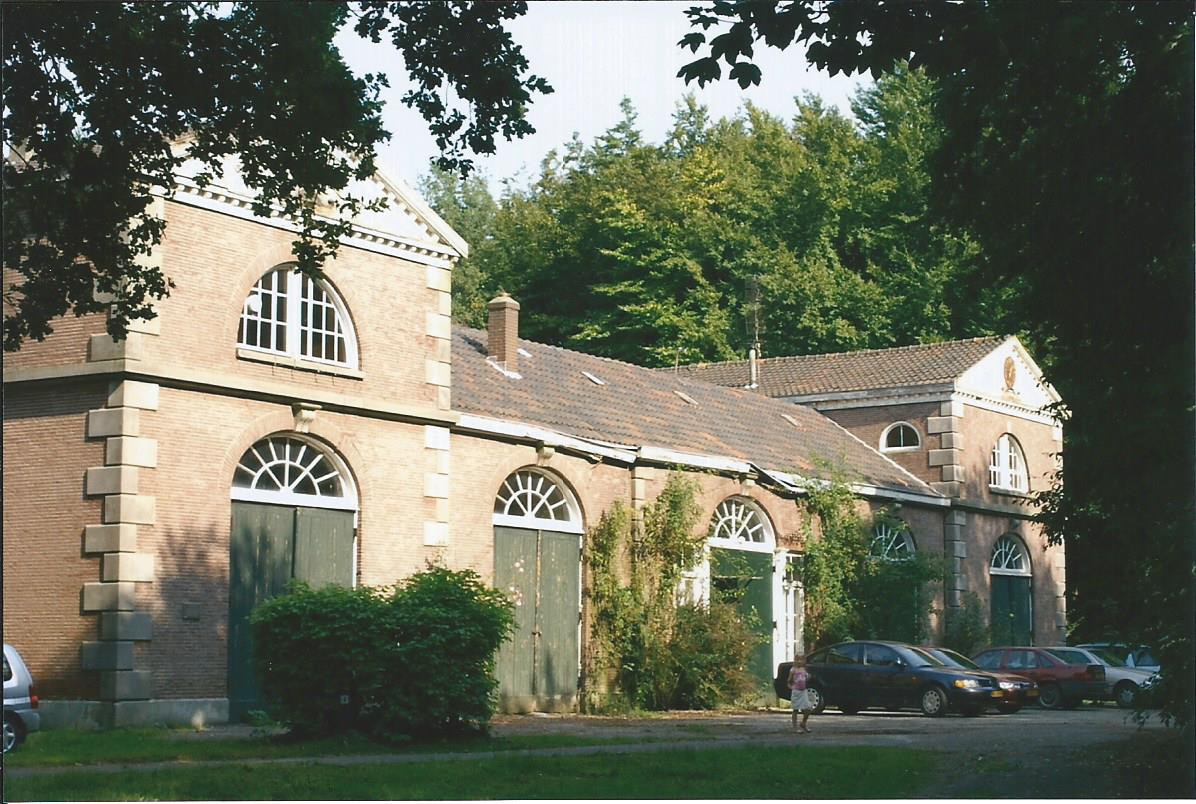
Enghuizen Koetshuis
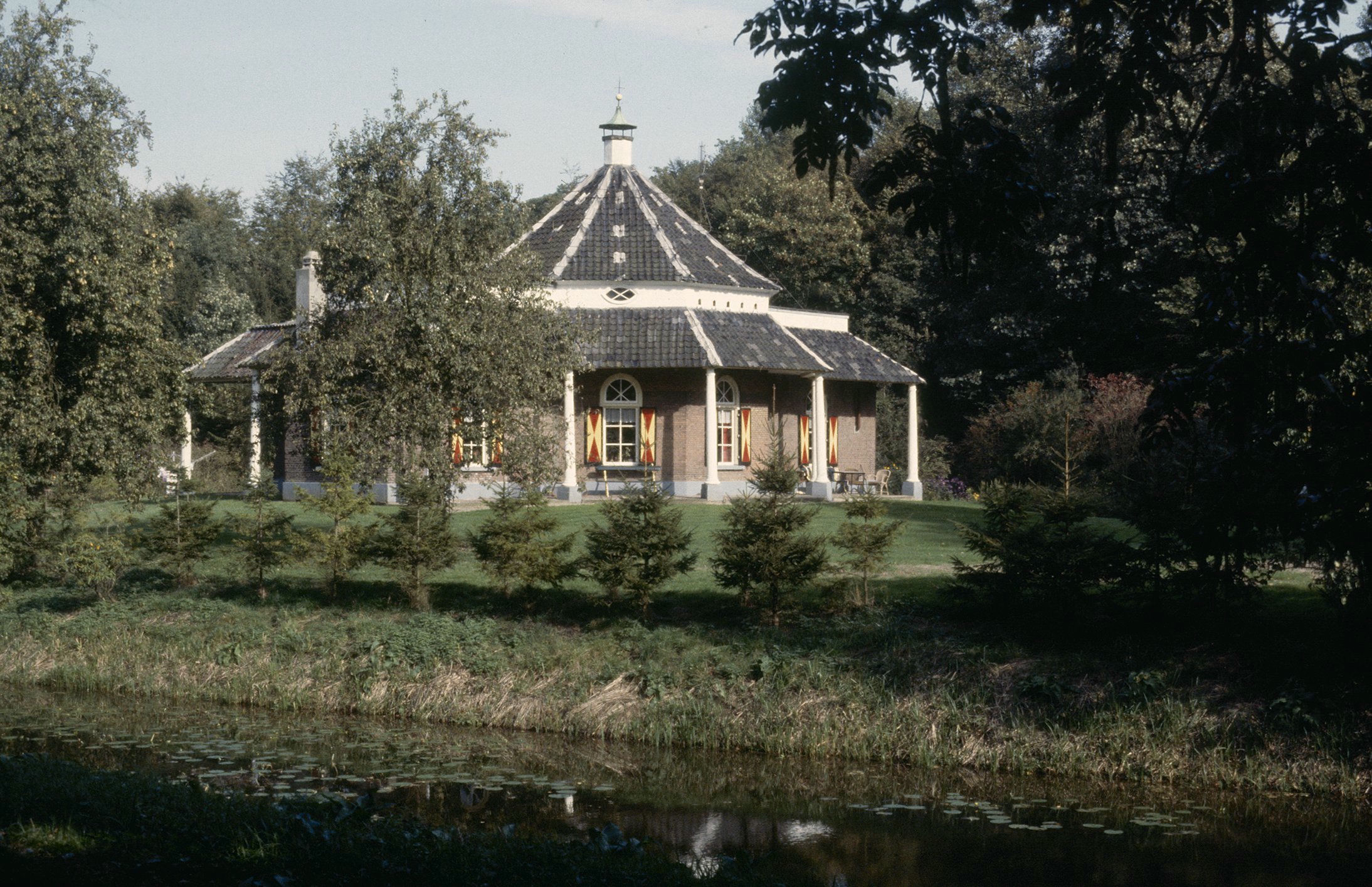
Jagershuis - Hummelo
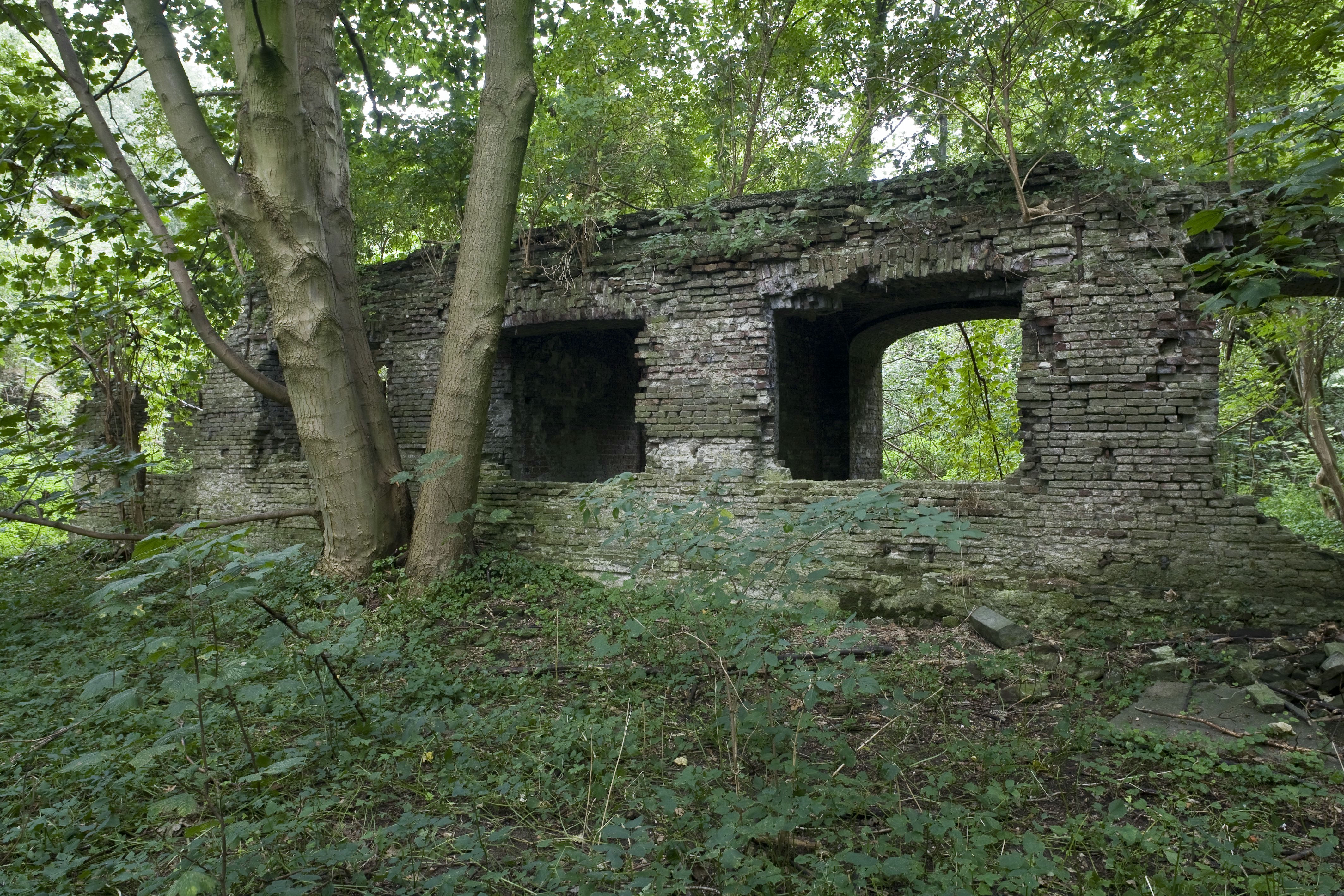
Ruïne Enghuizen
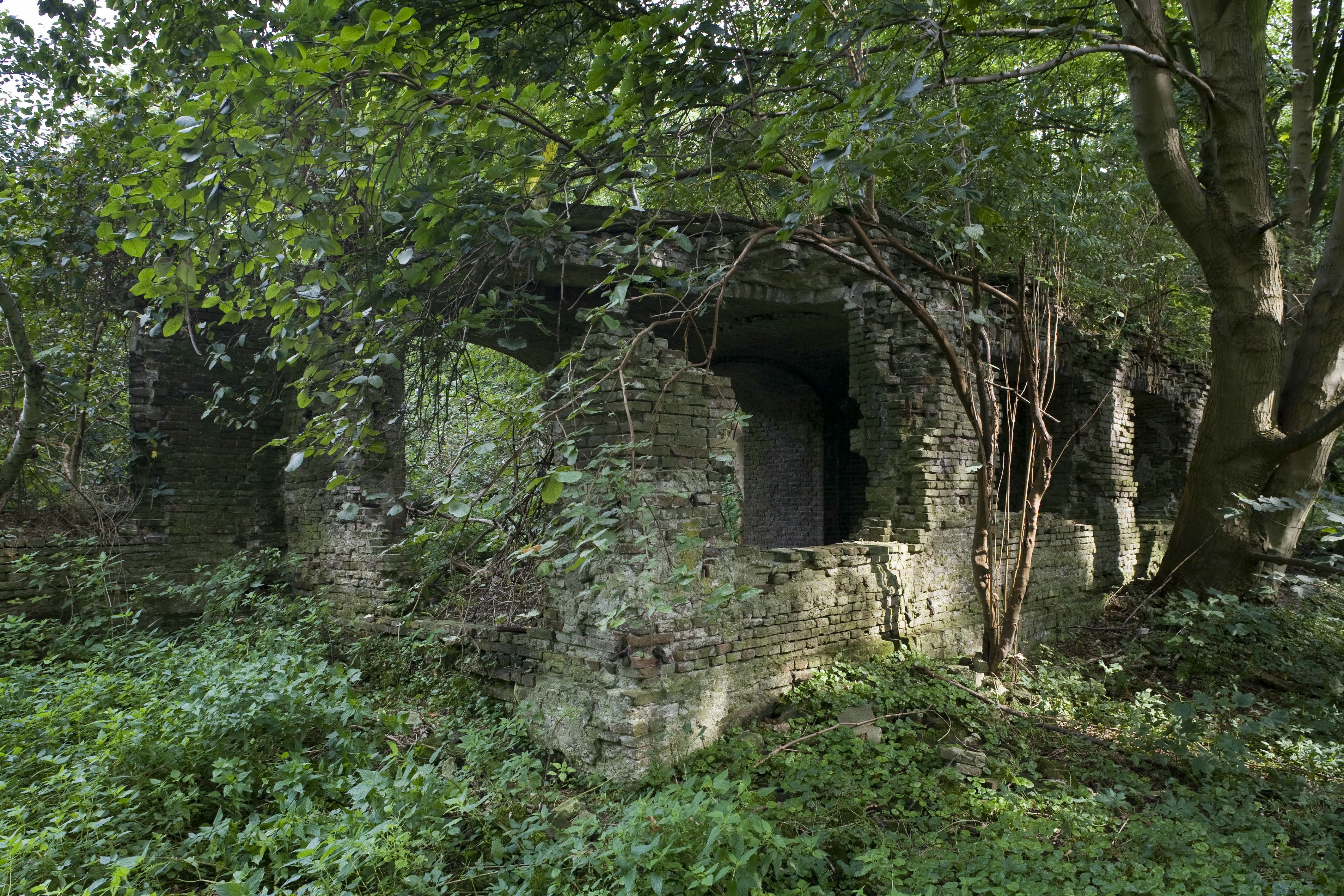
Ruïne Enghuizen
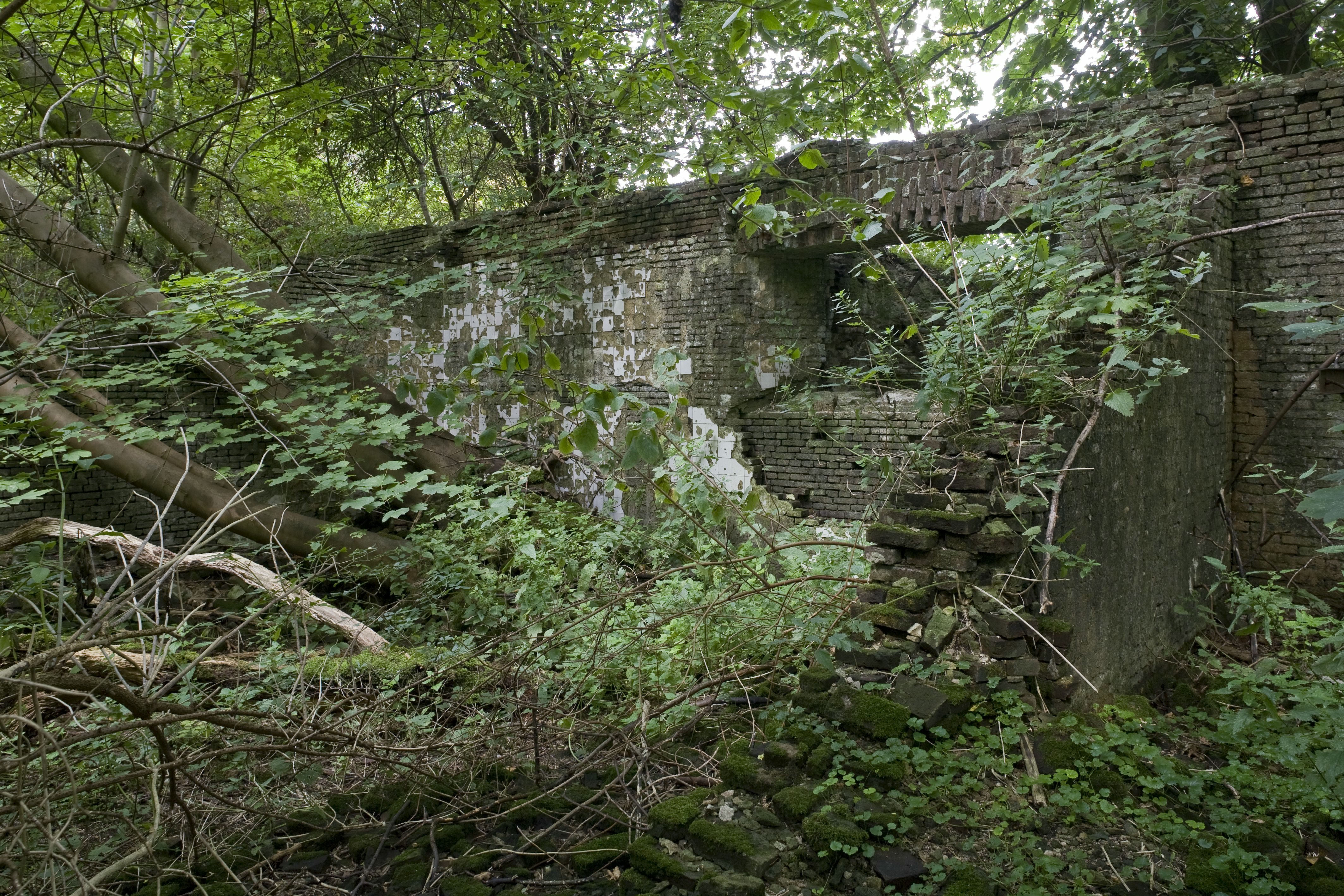
Ruïne Enghuizen
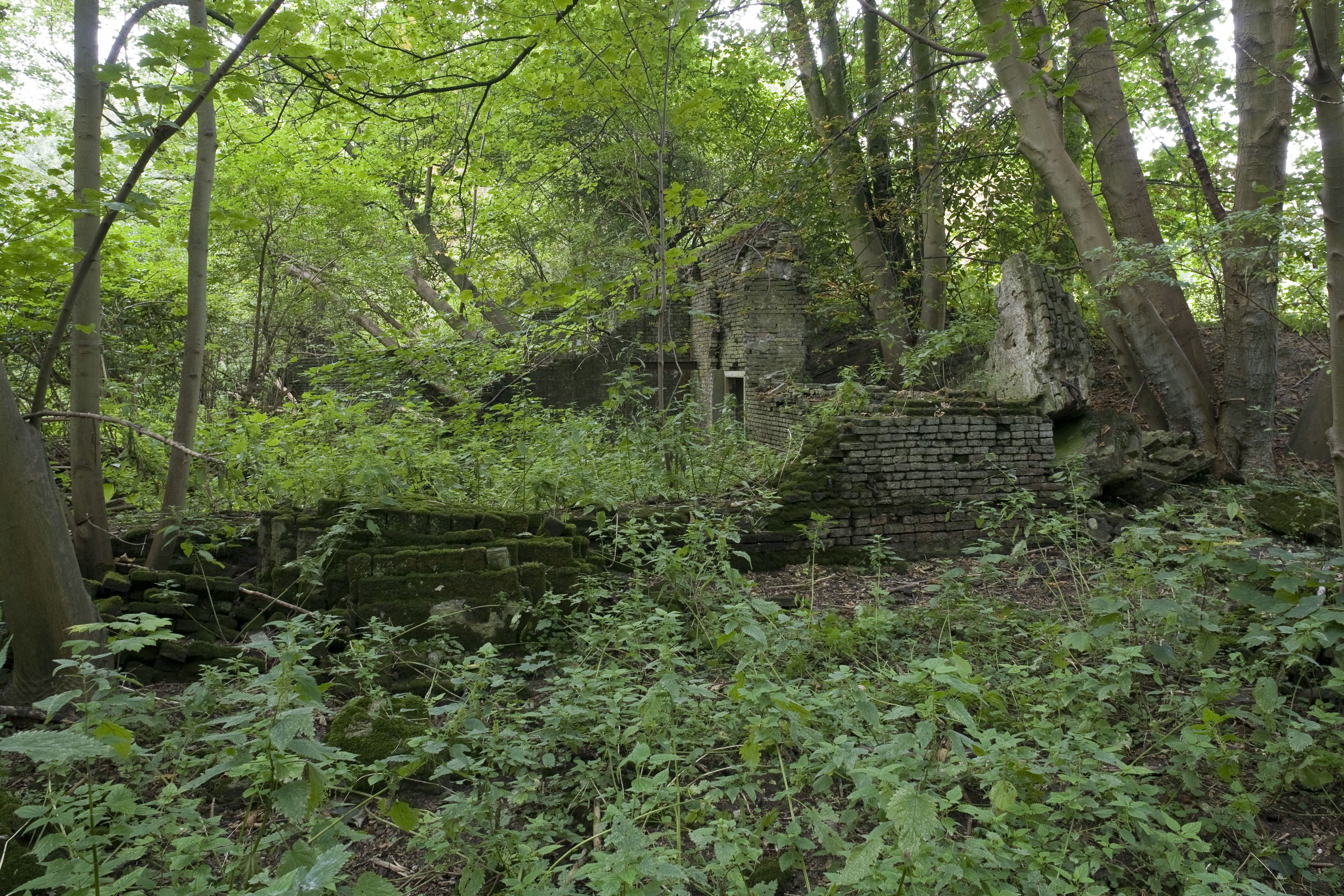
Ruïne Enghuizen

Ampsen · Barlham · Beurse · Boedelhof · Brandsenburg · Cloese · Den Dam · Diepenbroek · Dorth · De Ehze · Enghuizen · Hackfort · Hagen · Holthuis · Kell · Kemnade · Keppel · Langen · Leemkuil · Lichtenberg · Marhulsen · De Marsch · 't Medler · Nettelhorst · Oolde · Oud Oolde · Overlaer · Roderlo · Rijsselt · 't Suideras · Ulenpas · 't Velde · Verwolde · De Voorst · Vorden · Walfort
Aalst · Aardenburg · Acquoy · Aerdt · Agistaldaburg · Ahof · Aldenhaag · Aller · Ambe · Ammersoyen · Ampsen · Andelst · Angeroyen · Appelburg · Appelse walburg · Appeltern · Arler · Baak · Babberich · Baer · Baerle · Bakerbosch · Balgoij · Barlham · Batenburg · Beek · Beerenclaauw · Bemmel · Bevervoorde · Bergh · Biljoen · Bingerden · Blankenborg (Laren) · Blankenborg · Blauwe Huis · Blokhuis (Ravenswaaij) · Boelenham · Boetselaersborg · Borculo · Boswaai · Brakel · Den Brakel · Den Bramel · Bredevoort · Broekhuizen · Bronkhorst · Bruchem · Bruinhorst · Brunsberg · Bulkestein · Bunswaard · Burcht van Tiel · Buren · De Buurse · Byland · Byvanck · Caetshage · Camphuysen · De Cannenburch · de Cloese · Coldenhove · Culemborg · Dedinckweerd · Delwijnen · Didam · Diepenbroek · Hof te Dieren · Huis Dijck · Dikke Tinne · Doddendaal · Dodewaard · Doornenburg · Doornik · Doorwerth · Dooyenburg · Dorth · Doseburg · Drakenburg · Dreumel · Druten · Duivelshuis · Eerbeek · De Ehze · Elburg · Eldrik · Emmerik · Engelenburg · Groot Engelenburg · Engelrode · Enghuizen · Enspijk · De Essenburgh · Essenpas · Est · Fokkinck · Gameren · Geerestein · Geldermalsen · De Gelderse Toren · Geldersweerd · Gellicum · Gendt · Gennepestein · Glindhorst · Goudenstein · ‘s-Grevenhoef · Groot Hell · Groenlo · Groesbeek · Huis te Groesbeek · Grunsfoort · Gulden Spijker · Hackfort · Hackforts Veenhuis · Hagen · Hagevoort · Hamerden · Hanepol · Harreveld · Harslo · Hassink · Het Haveke · Hedel · Heeckeren · De Heegh · Hees · De Heest · Hellouw · Hemmen · Hernen · Motte van Hernen · Heumen · Heusden · Hoekelum · Hoekenburg · De Hoeve · De Hof · Hof d'Ooy · Hof van Arkel · Huis het Holt · Holthuis · Het Holtslag · Ter Horst · Houberg · St. Hubertus · Huissen · Hulhuizen · Hulkestein · Hulsen · Hunneschans bij De Duno · Hunneschans bij Uddel · Jonker Bloo · 't Joppe · De Kamp · Karssenberg · Kemnade · Keppel · Kermestein · Kernhem · Kervel · Kiefskamp · De Kinkelenburg · Klein Enghuizen · Kleverburg · Kortenhoeve · Laag Helbergen · Lakenburg · Landfort · Langen · Latenstein · De Lathmer · Lathum · Ter Lede · Leegpoel · Leemcuyl · Leeuwen · Leeuwenbergh · Lensenburg · Lent · Leur · Leuvenum · Leyenburg · Lichtenvoorde · Lievenstein · Loenen · Loevestein · Loil · Loowaard · Luynhorst · Hof te Maasbommel · Magerhorst · Malburgen · Malderburcht · Malsen · Manhorst · Marhulsen · De Marsch · Marveld · Mathena · Maurik · Medel · Medestein · 't Medler · Meinerswijk · De Mellard · Mensink · Mergelp · Meteren · 't Meyerink · Middachten · Millingen · Mussenberg · Nagelhorst · Nederhagen · Nederhemert · Neerijnen · Huis Neerijnen · De Nesch · Nettelhorst · Nieuwe Blokhuis ·  Nijburg · Nijenbeek · Old Putten · Notenstein · Nye Huis · Olde Spijker · Oldenaller · Oldenhof (Driel) · Oldenhof (Heteren) · De Ooij · Oolde · Oud Oolde · Oosterhout · Ophemert · Opijnen · Oud Ampsen · Oude Blokhuis · Het Oude Loo · Oude Voorst · Oudenborch · Oud-Wisch · Huis te Overasselt · Overeng · Overhagen · Overlaar · 't Oye · Palmestein · De Parck · Persingen · Plekenpol · Ploen · Pluimenburg · Poederoijen · Poelwijck · Poelwijk · De Pol (Dreumel) · Huis de Poll (Huis te Gietelo) · De Poll (Huissen) · Pollenbering · Pollenstein · Puttenstein · Het Raasink · Ravenhorst · De Rees · Ressen · Reuversweerd · Reygersfoort · Rhijnestein · Huis Rijswijk · Rode Toren · Roode Wald · Rosande · Rosendael · Rossum · Rumpt · Ruurlo · Rijsselt · Schadewijk · Schaffelaar · Scherpenzeel · Schoonbroek · Schoonderbeek · Schoonenburg · Schuilenburg · Schuilkerke · Hof te Seelbeek · Sevenaer I · Sevenaer II · Sinderen (Oude IJsselstreek) · Sinderen (Voorst) · Slangenburg · Sleeburg · Slimsijp · De Snor · Soelen · Spaansweerd · Spaldorp · Spijk · Staverden · Sterkenburg · Swanepol · Tarthorst · Teisterbant (Kerk-Avezaath) · Teisterbant (Kerkdriel) · Ter Dicke · Tolhuis · Tolhuis (Tiel) · Tollenburg · Tongerlo · Toren van Wely · Tuil · Ubbergen · Uilenburg (Ewijk) · Uilenburg (Heteren) · Ulenpas · Ulft · Upladen · Valburg · Valkhofburcht · Valkhofpalts · Vanenburg · Varik · Hof te Varsseveld · 't Velde · Velhorst · Verwolde · Vierakker · De Voorst · Voorstonden · Vorden · Vosbergen · Vredenburg · Vredestein (Driel) · Vredestein (Ravenswaaij) · Vuren · Waardenburg · Waddestein · Wadenoijen · Waede · Wageningen · Walfort · 't Waliën · De Wardt · Watergoor · Watermeerwijk · Wayenstein (Huis te Herwijnen) · Well (Huis van Malsen) · Weijenrade · Westenburg · Westerholt · Weurt · De Wiersse · Wijenburg (Echteld) · De Wildenborch · De Wildt · Wilp · Wilperhorst · Winssen · Wisch · Wychen · Wolfswaard · Woolbeek · Yrst · IJzendoorn · Zeeland · Zilveren Spijker · Zuilichem · Zwaluwenburg · Zwanenburg (Heerde) · Zwanenburg (Megchelen)